# Грант (округ, Нью-Мексико)
Шаблон:StateAbbr_ 32°44′ пн. ш. 108°23′ зх. д. / 32.73° пн. ш. 108.38° зх. д.
Округ Грант (англ. Grant County) — округ (графство) у штаті  Нью-Мексико, США. Ідентифікатор округу 35017.

## Історія
Округ утворений 1868 року.

## Демографія
За даними перепису 
2000 року 
загальне населення округу становило 31002 осіб, зокрема міського населення було 17901, а сільського — 13101.
Серед мешканців округу чоловіків було 15109, а жінок — 15893. В окрузі було 12146 домогосподарств, 8511 родин, які мешкали в 14066 будинках.
Середній розмір родини становив 3,01.
Віковий розподіл населення поданий у таблиці:
| Стать    | До 15 років | 15-21 | 22-29 | 30-39 | 40-49 | 50-65 | 65-85 | Понад 85 |
| -------- | ----------- | ----- | ----- | ----- | ----- | ----- | ----- | -------- |
| Чоловіки | 3411        | 1607  | 1224  | 1722  | 2077  | 2719  | 2169  | 180      |
| Жінки    | 3193        | 1582  | 1330  | 1897  | 2272  | 2857  | 2400  | 362      |

## Суміжні округи
- Катрон — північ
- Сьєрра — схід
- Луна — південний схід
- Гідальго — південь
- Грінлі, Аризона — захід

## Виноски
1. ↑  U.S. Decennial Census. United States Census Bureau. Архів оригіналу за 26 квітня 2015. Процитовано 2 січня 2015.
2. ↑  Historical Census Browser. University of Virginia Library. Архів оригіналу за 16 серпня 2012. Процитовано 2 січня 2015.
3. ↑  Population of Counties by Decennial Census: 1900 to 1990. United States Census Bureau. Архів оригіналу за 16 квітня 2015. Процитовано 2 січня 2015.
4. ↑  Census 2000 PHC-T-4. Ranking Tables for Counties: 1990 and 2000 (PDF). United States Census Bureau. Архів оригіналу (PDF) за 18 грудня 2014. Процитовано 2 січня 2015.
5. ↑  State & County QuickFacts. United States Census Bureau. Архів оригіналу за 6 червня 2011. Процитовано 29 вересня 2013.(англ.) Наведено за англійською вікіпедією.
6. ↑  American FactFinder. Бюро перепису населення США. Архів оригіналу за 21 травня 2008. Процитовано 31 січня 2008.

| США | Це незавершена стаття з географії США. Ви можете допомогти проєкту, виправивши або дописавши її. |